# Voorschoten

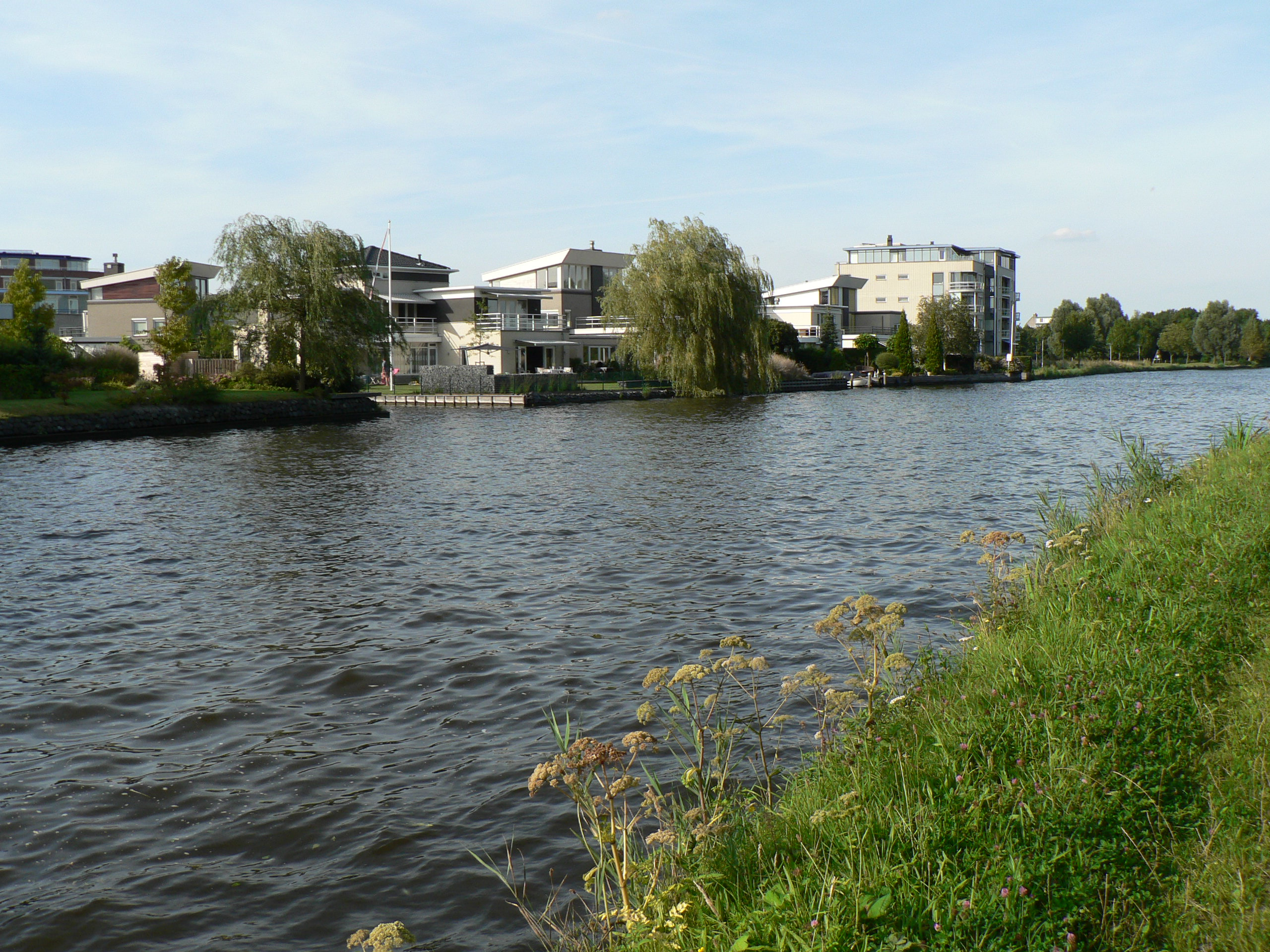
Starrenburg I.

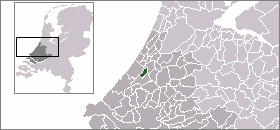
Lägeskarta

Voorschoten är en kommun i provinsen Zuid-Holland i Nederländerna. Kommunens totala area är 11,59 km² (där 0,38 km² är vatten) och invånarantalet är på 22 505 invånare (2004).